# Klarsjön (Långareds socken, Västergötland)
Klarsjön är en sjö i Alingsås kommun i Västergötland och ingår i Göta älvs huvudavrinningsområde. Sjön är 9,3 meter djup, har en yta på 0,01 kvadratkilometer och är belägen 190 meter över havet.